# العلاقات المجرية الليبيرية
العلاقات المجرية الليبيرية هي العلاقات الثنائية التي تجمع بين المجر وليبيريا.

## مقارنة بين البلدين
هذه مقارنة عامة ومرجعية للدولتين:
| وجه المقارنة                                              | المجر                                                       | ليبيريا      |
| --------------------------------------------------------- | ----------------------------------------------------------- | ------------ |
| المساحة (كم2)                                             | 93.04 ألف                                                   | 111.37 ألف   |
| عدد السكان (نسمة)                                         | 9.78 مليون                                                  | 4.73 مليون   |
| الكثافة السكانية (ن./كم²)                                 | 105.12                                                      | 42.47        |
| العاصمة                                                   | بودابست                                                     | مونروفيا     |
| اللغة الرسمية                                             | لغة مجرية                                                   | لغة إنجليزية |
| العملة                                                    | فورنت مجري                                                  | دولار ليبيري |
| الناتج المحلي الإجمالي (بليون دولار)                      | 139.14 مليار                                                | 2.16 مليار   |
| الناتج المحلي الإجمالي (تعادل القوة الشرائية) بليون دولار | 260.42 مليار                                                | 3.76 مليار   |
| الناتج المحلي الإجمالي الاسمي للفرد دولار أمريكي          | 12.36 ألف                                                   | 455          |
| الناتج المحلي الإجمالي للفرد دولار أمريكي                 | 25.07 ألف                                                   | 842          |
| مؤشر التنمية البشرية                                      | 0.828                                                       | 0.430        |
| رمز المكالمات الدولي                                      | +36                                                         | +231         |
| رمز الإنترنت                                              | .hu                                                         | .lr          |
| المنطقة الزمنية                                           | ت ع م+01:00، ت ع م+02:00، أوروبا/بودابست ‏، توقيت وسط أوروبا | 00           |

## منظمات دولية مشتركة
يشترك البلدان في عضوية مجموعة من المنظمات الدولية، منها:
| علم المنظمة | اسم المنظمة                               | تاريخ انضمام المجر | تاريخ انضمام ليبيريا |
| ----------- | ----------------------------------------- | ------------------ | -------------------- |
|             | مؤسسة التنمية الدولية                     | 29 أبريل 1985      | 28 مارس 1962         |
|             | مؤسسة التمويل الدولية                     | 29 أبريل 1985      | 28 مارس 1962         |
|             | منظمة حظر الأسلحة الكيميائية              | ?                  | ?                    |
|             | الأمم المتحدة                             | 14 ديسمبر 1955     | 2 نوفمبر 1945        |
|             | الاتحاد الدولي للاتصالات                  | 1866               | 10 أكتوبر 1927       |
|             | منظمة الشرطة الجنائية الدولية             | ?                  | ?                    |
|             | البنك الدولي للإنشاء والتعمير             | 7 يوليو 1982       | 28 مارس 1962         |
|             | الاتحاد البريدي العالمي                   | ?                  | ?                    |
|             | المركز الدولي لتسوية المنازعات الاستشارية | 6 مارس 1987        | 16 يوليو 1970        |
|             | وكالة ضمان الاستثمار متعدد الأطراف        | 21 أبريل 1988      | 12 أبريل 2007        |
|             | يونسكو                                    | 14 سبتمبر 1948     | 6 مارس 1947          |

## وصلات خارجية
- موقع وزارة الخارجية المجرية
- موقع وزارة الخارجية الليبيرية